# Парадеевское сельское поселение
Парадеевское се́льское поселе́ние — муниципальное образование в Ичалковском районе Мордовии Российской Федерации.
Административный центр — село Парадеево.

## История
Статус и границы сельского поселения установлены Законом Республики Мордовия от 1 декабря 2004 года № 98-З «Об установлении границ муниципальных образований Ичалковского муниципального района, Ичалковского муниципального района и наделении их статусом сельского поселения и муниципального района».
Законом от 13 июля 2009 года, было упразднено Вечкусское сельское поселение (сельсовет), а его населённые пункты были включены в Парадеевское сельское поселение (сельсовет).

## Население
| 2002 | 2010 | 2012 | 2013 | 2014 | 2015 | 2016 |
| ---- | ---- | ---- | ---- | ---- | ---- | ---- |
| 951  | ↘753 | ↘717 | ↘705 | ↘682 | ↘666 | ↘638 |
| 2017 | 2018 | 2019 | 2020 | 2021 |      |      |
| ↘616 | ↘590 | ↘576 | ↘552 | →552 |      |      |

## Состав сельского поселения
| № | Населённый пункт | Тип населённого пункта       | Население |
| - | ---------------- | ---------------------------- | --------- |
| 1 | Вечкусы          | село                         | ↘298      |
| 2 | Дубенки          | деревня                      | ↘240      |
| 3 | Парадеево        | село, административный центр | ↘210      |
| 4 | Труд             | посёлок                      | ↘5        |